# 1957 (numero)
Millenovecentocinquantasette (1957) è il numero naturale dopo il 1956 e prima del 1958.

## Proprietà matematiche
- È un numero dispari.
- È un numero composto da 4 divisori: 1, 19, 103, 1957. Poiché la somma dei suoi divisori (escluso il numero stesso) è 123 < 1957, è un numero difettivo.
- È un numero semiprimo.
- È un numero congruente.
- È un numero nontotiente in quanto dispari e diverso da 1.
- È un numero intero privo di quadrati.
- È un numero odioso.
- È parte delle terne pitagoriche (1957, 5124, 5485), (1957, 18540, 18643), (1957, 100776, 100795), (1957, 1914924, 1914925).

## Astronomia
- 1957 Angara è un asteroide della fascia principale del sistema solare.

## Astronautica
- Cosmos 1957 è un satellite artificiale russo.